# Pinalitus cervinus
Pinalitus cervinus är en insektsart som först beskrevs av Herrich-schaeffer 1841.  Pinalitus cervinus ingår i släktet Pinalitus och familjen ängsskinnbaggar. Arten är reproducerande i Sverige. Inga underarter finns listade i Catalogue of Life.